# داني فلاورز
داني فلاورز (بالإنجليزية: Danny Flowers)‏ هو كاتب أغاني وموسيقي أمريكي، ولد في 1949.

## وصلات خارجية
- داني فلاورز على موقع ميوزك برينز (الإنجليزية)
- داني فلاورز على موقع أول ميوزيك (الإنجليزية)
- داني فلاورز على موقع ديسكوغز (الإنجليزية)